# Guillermo Saccomanno
Guillermo Saccomanno (Buenos Aires, 1948) è uno scrittore argentino.

## Carriera
Intraprese l'attività di sceneggiatore per fumetti nel 1972, collaborando con la Editorial Columba. L'anno successivo incontrerà professionalmente il disegnatore Leopoldo Duraňona, col quale produrrà per il mercato statunitense Fallen Angels.
Nel 1975 diverrà uno dei primi collaboratori della neonata rivista della italiana Eura Editoriale, Skorpio.
In collaborazione con Carlos Trillo darà alla luce una storia critica del fumetto in Argentina, dal titolo Historia de la historieta argentina.
Nel 1977, alla scomparsa di Héctor Oesterheld, proseguì la scrittura abbandonata da quest'ultimo, e nel 1978 creò la serie El condenado, pubblicato da Skorpio, su disegni di Domingo Mandrafina.
Nel corso della sua carriera collaborò con artisti quali Alberto Breccia ed Enrique, Horacio Altuna, Gustavo Trigo, Arturo Del Castillo e Horacio Néstor Lalia.
Autore di diversi romanzi e racconti, ha vinto il prestigioso premio Crisis per la narrativa latinoamericana, e molte delle sue opere hanno avuto trasposizioni cinematografiche nazionali e sono state tradotte in diverse lingue. I suoi romanzi sono pubblicati in Italia dalla Marco Tropea Editore.
Nel settembre 2010 è stato pubblicato 77, romanzo vincitore della Semana Negra di Gijon 2009. A novembre 2011 è uscito in Italia il suo secondo romanzo, L'uomo che non sapeva dove morire (Marco Tropea Editore).